# René Christensen
 Der er flere personer med dette navn, se René Christensen (flertydig).
René Bjørn Christensen (født 31. oktober 1970 i Nykøbing Falster) er dansk politiker. Han  var medlem af Folketinget for Dansk Folkeparti fra 2008 til 2022 og  har været byrådsmedlem i Guldborgsund Kommune siden 2006. Christensen repræsenterede oprindeligt Dansk Folkeparti, men skiftede til Moderaterne 14. februar 2024. Christensen var næstformand for Dansk Folkeparti fra december 2022 til januar 2023. Han har været viceborgmester i Guldborgsund Kommune siden 2014.

## Politisk karriere

### Folketinget
René Christensen blev opstillet til Folketinget for Dansk Folkeparti i Vordingborgkredsen i 2005. Ved folketingsvalget 2007 blev han partiets første stedfortræder i Sjællands Storkreds. Han blev derfor midlertidigt medlem af Folketinget 10. januar 2008 da Mia Falkenberg fik sygeorlov, og blev ordinært medlem 9. oktober 2008 da Falkenberg nedlagde sit mandat. I 2008 skiftede han opstillingskreds til Guldborgsundkredsen, som Mia Falkenberg tidligere havde haft.
Han blev genvalgt ved folketingsvalget 2011 og var medlem af Folketinget indtil Folketingsvalget i 2022, hvor han ikke blev genvalgt. Han var formand for Dansk Folkepartis folketingsgruppe i 2022.

### Guldborgsund Kommune
René Christensen var været medlem af kommunalbestyrelsen i Guldborgsund Kommune siden 2006. Han blev viceborgmester i kommunen efter kommunalvalget 2013. Dansk Folkeparti havde stor fremgang i kommunen, og flere medier havde givet partiet gode chancer for at kunne opnå dets første borgmesterpost. Posten gik dog til den siddende borgmester John Brædder.

### Partiskifte
Den 14. februar 2024 meldte René Christensen at han skifter parti til Moderaterne. Han begrundede partiskiftet med at han mente Dansk Folkeparti er skiftet til at have en hårdere retorik og er kommet for langt fra magten. Han har en mindre skrap holdning til udlændingepolitik end Dansk Folkeparti, og var også over skuffet over partiets modstand mod dansk EU-medlemskab.